# Scatman Crothers
Pour les articles homonymes, voir Crothers.
Benjamin Crothers, dit Scatman Crothers est un acteur et chanteur américain né le 23 mai 1910 à Terre Haute (Indiana) et mort le 22 novembre 1986 à Van Nuys (Californie).
Il est surtout connu pour son rôle dans le film Shining (1980) de Stanley Kubrick, qui lui vaudra un Saturn Award un an après la sortie du film.

## Biographie
Scatman Crothers est notamment connu pour avoir incarné les personnages de Turkle dans Vol au-dessus d'un nid de coucou (1975) de Miloš Forman et de Dick Halloran dans Shining (1980) de Stanley Kubrick.
Il a également prêté sa voix à des personnages de dessins animés, étant la voix originale du chat jazzy « Scat Cat » dans Les Aristochats (personnage prévu au départ pour Louis Armstrong) et celle de Hong Kong Fou Fou.
Il meurt le 22 novembre 1986 des suites d'une pneumonie et d'un cancer du poumon.

## Filmographie

### Comme acteur
- 1935 : Symphony in Black : Billie Holiday's jilting lover
- 1950 : The Return of Gilbert and Sullivan
- 1951 : Yes Sir, Mr. Bones
- 1953 : Meet Me at the Fair : Enoch Jones
- 1953 : À l'est de Sumatra (East of Sumatra) : Baltimore
- 1953 : Les Yeux de ma mie (Walking My Baby Back Home) : « Smiley » Gordon
- 1956 : Le Temps de la colère (Between Heaven and Hell) : George
- 1958 : Tarzan and the Trappers : Tyana
- 1958 : La Femme que j'aimais (The Gift of Love) de Jean Negulesco : Sam the gardener
- 1959 : Ne tirez pas sur le bandit (Alias Jesse James) : Railroad porter
- 1959 : Matty's Funday Funnies (série TV) : Wildman of Wildsville (voix)
- 1961 : Au péril de sa vie (The Sins of Rachel Cade) : Musinga
- 1964 : Une femme dans une cage (Lady in a Cage) de Walter Grauman : Junkyard Proprietor's Assistant
- 1964 : Jerry souffre-douleur (The Patsy) de Jerry Lewis : Shoeshine Boy
- 1964 : Famous Adventures of Mr. Magoo (voix)
- 1965 : Les Tontons farceurs (The Family Jewels) : Airport employee
- 1966 : Trois sur un sofa (Three on a Couch) : Party guest
- 1969 : Cramponne-toi Jerry (Hook, Line & Sinker)
- 1969 : Hello, Dolly ! : Mr. Jones, redcap railroad porter
- 1970 : Bloody Mama : Moses
- 1970 : Les Harlem Globetrotters (The Harlem Globetrotters) (série TV) : George « Meadowlark » Lemon (voix)
- 1970 : L'Insurgé (The Great White Hope) : Carnival Barker
- 1970 : Les Aristochats (The Aristocats) : Scat Cat (voix)
- 1971 : Chandler : Smoke
- 1972 : Lady Sings the Blues : Big Ben
- 1972 : The King of Marvin Gardens : Lewis
- 1973 : Detroit 9000 (en) d'Arthur Marks : Reverend Markham
- 1973 : L'Exécuteur noir (Slaughter's Big Rip-Off) : Cleveland
- 1973 : Kojak (Saison 1, épisode 7, « The Corrupter ») : Gaylord Fuller
- 1974 : The Sty of the Blind Pig (TV) : Doc

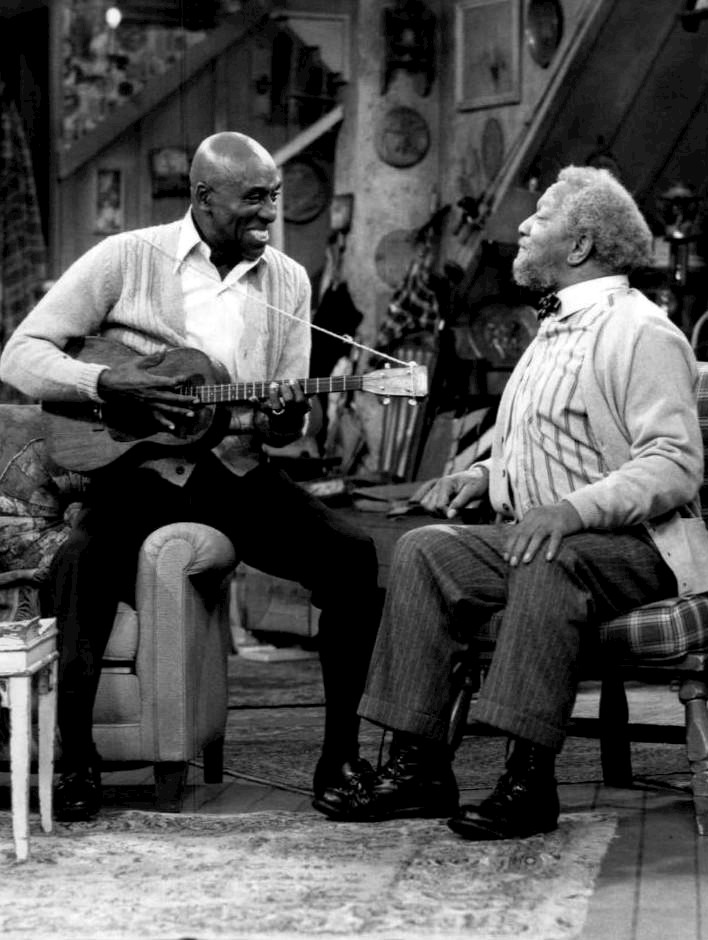
Scatman Crothers et Redd Foxx dans Sanford and Son (1975).

- 1974 : La Ceinture noire (Black Belt Jones) : Pop Byrd
- 1974 : Truck Turner & Cie (Truck Turner) : Duke
- 1974 : Hong Kong Fou Fou (Hong Kong Phooey) (série TV) : Penrod « Penry » Pooch / Hong Kong Phooey (voix)
- 1975 : Friday Foster (en) d'Arthur Marks : Noble Franklin
- 1975 : Win, Place or Steal : Attendant
- 1975 : Linda Lovelace for President
- 1975 : La Bonne Fortune (The Fortune) : Fisherman
- 1975 : Man on the Outside (TV) : Ruben Hammer
- 1975 : Coonskin : Pappy / Old Man Bone
- 1975 : Vol au-dessus d'un nid de coucou (One Flew Over the Cuckoo's Nest) : Orderly Turkle, le veilleur de nuit
- 1976 : Stay Hungry : William
- 1976 : Le Dernier des géants (The Shootist) : Moses Brown (liveryman)
- 1976 : Chesty Anderson, USN : Ben
- 1976 : Transamerica Express (Silver Streak) : Ralston
- 1977 : Scooby's All-Star Laff-A Lympics (série TV) : Hong Kong Phooey (voix)
- 1977 : Racines (Roots) : Mingo
- 1977 : The C.B. Bears (série TV) : Segment title narrator
- 1977 : The Skatebirds (série TV) : Scat Cat (voix)
- 1978 : Mean Dog Blues de Mel Stuart : Mudcat
- 1978 : The Cheap Detective : Tinker
- 1978 : Drôles de Dames (Saison 3, épisodes 1 et 2) : « Jips »
- 1979 : The Puppy's Great Adventure (voix)
- 1979 : The Super Globetrotters (série TV) : Nate Branch / Liquid Man
- 1979 : Scavenger Hunt de Michael Schultz : Sam
- 1980 : Shining (The Shining) : Dick Hallorann
- 1980 : Bronco Billy : Doc Lynch
- 1981 : The Harlem Globetrotters on Gilligan's Island (en) (TV) : Dewey Stevens
- 1982 : Working (TV) : Parking Attendant
- 1982 : Banjo the Woodpile Cat (TV) : Crazy Legs (voix)
- 1982 : Zapped! : Dexter Jones
- 1982 : Deadly Eyes : George Faskins
- 1982 : Missing Children: A Mother's Story (TV) : Mose Wheeler
- 1983 : La Quatrième Dimension (Twilight Zone: The Movie) : Mr. Bloom (Segment #2)
- 1983 : Seconde Chance : Earl
- 1984 : Transformers (série TV) : Jazz (voix)
- 1985 : Natty Gann (The Journey of Natty Gann) : Sherman
- 1986 : The Wonderful World of Jonathan Winters
- 1986 : Morningstar/Eveningstar (série TV) : Excell Dennis
- 1986 : La Guerre des robots de Shin Nelson : Jazz (voix)

### Compositeur
- 1950 : The Return of Gilbert and Sullivan
- 1953 : Meet Me at the Fair

## Voix françaises
En France, Robert Liensol a été la voix la plus régulière de Scatman Crothers. Georges Aminel, Med Hondo et René Bériard l'ont également tous trois doublé à deux reprises.